# Баранов Олександр Іванович
Баранов Олександр Іванович (нар. 29 квітня 1960, Київ) — радянський та український футболіст і тренер. Найвище досягнення — завоювання кубка СРСР у 1988 році у складі харківського Металіста. У 2004-2005 роках займав посаду головного тренера київського Арсенала.